# АЕС Тетов
Тетовська атомна електростанція була четвертою атомною електростанцією, запланованою в середині 1980-х років у Чехословаччині на території пізнішої Чеської Республіки. Вона мала містити два (пізніше чотири) блоки з реакторами типу ВВЕР з водою під тиском потужністю 1000 МВт, і її планувалося запустити в 2010 році, через сім років після завершення будівництва АЕС Благутовиці. Електростанція залишалася на територіальній карті до 2006 року, коли стало зрозуміло, що найближчим часом інвестицій держави там не буде.

## Історія та технічна інформація

### Витоки
Тетовська атомна електростанція була однією зі спочатку запланованих восьми атомних електростанцій, які планувалися по всій Чехословаччині. Перші згадки про можливе будівництво атомної електростанції прозвучали на початку 1980-х років як реакція на стрімкий розвиток міст Градец-Кралове та Пардубіце.
Будівництво мало розпочатися після завершення будівництва Темеліна у 1998 році, а перший із двох реакторів мав бути введений в експлуатацію у 2004 році, четвертий – у 2008 році. Загалом майданчик передбачався для розміщення до 4 блоків ВВЕР-1000. Версія V320 зі схожими модифікаціями, як на АЕС Темелін, яка має інший турбінний зал і більш надійну систему керування, розроблену чехословацькими інженерами, ніж радянська. Для об’єкта було обрано три місцевості, одну з них безпосередньо біля Тетово, другу між містами Г. Кралове та Пардубіце (останнє призведе до розпаду муніципалітетів Уєзд у Сеземік, Богумілеч і Застава), і третя непідтверджена. Перший варіант виявився найбільш прийнятним. Вартість АЕС оцінювалася в 60 мільярдів чеських крон.

### Після 1989 року
Після «оксамитової революції» місце розташування було піддано сумніву, оскільки воно розташоване між двома великими містами, проте будь-які сейсмічні загрози були негайно виключені на основі попередніх вимірювань у радіусі 200 км. У 2003 році електростанція ще фігурувала в територіальній енергетичній концепції від листопада 2003 року, але після 2006 року її вилучили.
У 20-х роках 21 століття це місце зарезервовано як один із можливих майбутніх майданчиків для атомної електростанції. Інший варіант - Благутовиці.

## Інформація про реактори
| Реактор | Тип реактора  | Продуктивність | Продуктивність | Початок будівництва | Підключення до мережі                  | Введення в експлуатацію                | Закриття |
| Реактор | Тип реактора  | Нетто          | Брутто         | Початок будівництва | Підключення до мережі                  | Введення в експлуатацію                | Закриття |
| ------- | ------------- | -------------- | -------------- | ------------------- | -------------------------------------- | -------------------------------------- | -------- |
| Тетов-1 | ВВЕР-1000/320 | 950 МВт        | 1000 МВт       | 1998                | Планування припинилося після 1989 року | Планування припинилося після 1989 року |          |
| Тетов-2 | ВВЕР-1000/320 | 950 МВт        | 1000 МВт       | 1999                | Планування припинилося після 1989 року | Планування припинилося після 1989 року |          |
| Тетов-3 | ВВЕР-1000/320 | 950 МВт        | 1000 МВт       | 2001                | Планування припинилося після 1989 року | Планування припинилося після 1989 року |          |
| Тетов-4 | ВВЕР-1000/320 | 950 МВт        | 1000 МВт       | 2002                | Планування припинилося після 1989 року | Планування припинилося після 1989 року |          |